# Allscore
Allscore ist ein deutsches Musik- und Hörspiellabel. Auf Allscore werden Filmmusik, Bands und Hörspiele veröffentlicht.

## Geschichte
Anfang 1999 gründete Dietmar Bosch in Stuttgart All Score Media als Musiklizenzagentur für Film, TV und Werbung. Im selben Jahr wurden das Label Allscore und der Musikverlag Allscore Publishing (von 1999 bis 2004 Edition All Score Media/Futureworld) etabliert. 2012 begannen Dietmar Bosch und der Regisseur Gerd Naumann, deutschsprachige Hörspiele unter dem Namen All Score Media zu produzieren. Diese werden entweder über das Label Allscore oder durch die auftraggebenden Labels (Romantruhe, Highscore Music) veröffentlicht.

## Programm
Allscore veröffentlicht Soundtracks und Filmmusik-Compilations mit Schwerpunkt auf Kino- und TV-Produktionen der 1960er und 1970er Jahre, darunter Komponisten wie z. B. Peter Thomas, Martin Böttcher und Ennio Morricone sowie italienische und DEFA-Filmmusik. Daneben erscheinen Künstler und Projekte aus den Bereichen Cinematic Music, Beat, Surf und Lounge, wie z. B. Mondo Sangue oder The Kilaueas.
Außerdem erscheinen die Hörspiel-Serien Professor Van Dusen (Die Hörspiellegende von Michael Koser in neuen Fällen), die Charlie Chan Hörspiele (mit Helmut Krauss), Der Lord und die Zwei (mit Rainer Brandt und Lothar Blumhagen) sowie weitere Hörspiele.

## Diskografie

### Alben
- 1999: Franz Grothe – Sing mit mir (CD) (ASM 001)
- 1999: V.A. – Ein Wigwam steht in Babelsberg (Originalmusiken aus den DEFA-Indianerfilmen) (CD) (ASM 002)
- 1999: Berry Lipman & Orchestra – Star Maidens – Die Mädchen aus dem Weltraum (CD) (ASM 003)
- 1999: Dexter – Snackhouse (CD/LP) (ASM 004)
- 2000: Dexter/Lo-lite – More Sex Hank (7"-Single) (ASM 0045)
- 2000: Peter Thomas, Martin Böttcher, Nora Orlandi – The best of Edgar Wallace (Originalmusik aus den deutschen Kult-Krimis) (CD/LP) (ASM 005)
- 2000: V.A. – VON UNS (onitor label compilation) (CD) (ASM 006)
- 2001: Berry Lipman & Orchestra – Paramaribo Classics (CD) (ASM 007)
- 2001: V.A. – Wigwam, Western, Weiße Wölfe (Originalmusiken aus den DEFA-Indianerfilmen Teil 2) (CD) (ASM 008)
- 2002: V.A. – Wigwam, Cowboys, Roter Kreis (Originalmusiken aus den DEFA-Indianerfilmen Teil 3) (CD) (ASM 009)
- 2002: V.A. – Kosmos (Soundtracks of Eastern Germany's Adventures in Space) (CD/LP) (ASM 010)
- 2002: Dieter Schleip – Der Felsen (O.S.T.) (CD) (ASM 011)
- 2002: Pornorama – Bon Voyage (CD/12"-EP) (ASM 012)
- 2003: V.A. – Croon-A-Roma (Rare Sentimental Vocal Tracks from Italian 60s and 70s Movies) (CD) (ASM 013)
- 2003: Don Philippe & die Live-Band von Freundeskreis – 4 Freunde & 4 Pfoten (O.S.T.) (CD) (ASM 014)
- 2003: Ennio Morricone – Mondo Morricone Revisited – irresistable cult movie themes by Ennio Morricone (1) (LP) (ASM 015)
- 2003: Ennio Morricone – Mondo Morricone Revisited – more elegant & exquisite cult movie themes by Ennio Morricone (2) (LP) (ASM 016)
- 2003: Ennio Morricone – Mondo Morricone Revisited – even more thrilling cult movie themes by Ennio Morricone (3) (LP) (ASM 017)
- 2003: V.A. – Märchenland (Musik aus den DEFA-Märchenfilmen) (CD) (ASM 018)
- 2003: Miss Claudia & Pornorama – Hurry Up, Santa! (Maxi-CD) (ASM 019)
- 2004: Miss Claudia & Pornorama – Airport (CD) (ASM 020)
- 2004: Subotnik – In Stereo (CD) (ASM 021)
- 2005: The Kilaueas – Profesor Volcanova (CD/LP) (ASM 022)
- 2006: Franco De Gemini – The man with the harmonica (CD) (ASM 023)
- 2006: V.A. – It's Only a Game – Hits and misses from the crazy world of British football (CD) (ASM 024)
- 2007: Sam Spence – Our Man In Munich (22 groovy tv & movie themes from 1969–1984) (CD) (ASM 025)
- 2007: Rework – Pleasure is pretty (CD/LP) (ASM 026)
- 2008: Mufuti Twins – Crooning over Sperrmüll Tapes (CD) (ASM 027)
- 2009: Gerhard Heinz – The erotic and painful world of Obsessions of Jess Franco (CD) (ASM 028)
- 2009: Peter Thomas Sound Orchester – Van de Velde: Die vollkommene Ehe & Das Leben zu zweit – Sexualität in der Ehe (CD) (ASM 029)
- 2009: The Pss Pss – Tired of living in the country (digital) (ASM 030)
- 2010: 3eme Sexe – Je t'aime si vous voulez (CD) (ASM 031)
- 2010: 3eme Sexe – Let's pretend (Maxi-CD) (ASM 031-)
- 2010: Subotnik – Echobox (12"-EP) (ASM 032)
- 2010: Peter Thomas Sound Orchester – Jerry Cotton – FBI's top man (Music from the original series 1965–1969) (CD) (ASM 033)
- 2010: Peter Thomas Sound Orchester – Bruce Lee – The Big Boss (O.S.T.) (CD) (ASM 034)
- 2011: Les Quitriche – La Récolte (CD/LP) (ASM 035)
- 2012: Martin Böttcher – Sonderdezernat K1 (Original Soundtrack Music from the German TV Series 1972–1982) (CD) (ASM 036)[12]
- 2014: Les Quitriche – Comme toute la jeunesse française sur LSD-25 (version anniversaire) (7"-Single) (ASM 037)
- 2014: Martin Böttcher – Pfarrer Braun (Die Originalmusik zur beliebten TV-Serie) (CD) (ASM 038)
- 2014: The Kilaueas – Wiki Waki Woooo (CD/LP) (ASM 039)
- 2014: Rolf Kühn – Perrak and other film music (LP) (ASM 040)
- 2015: Peter Thomas – Die Weibchen / Oh Happy Day / Engel, die ihre Flügel verbrennen (DoCD) (ASM 041)
- 2016: Mondo Sangue – L'Isola dei Dannati (Island of the Damned) (LP) (ASM 042)
- 2016: Müll – Dada Müll (CD) (ASM 043)
- 2017: The Kilaueas – The men from M.E.N.S.C.H. (7"-Single) (ASM 044)
- 2018: Mondo Sangue – No place for a man (Il Villaggio delle Donne) (LP) (ASM 045)[13]
- 2018: The Kilaueas – Touch my alien (LP) (ASM 046)
- 2020: Mondo Sangue – VEGA-5 (Avventure nel Cosmo) (LP) (ASM 047)
- 2020: Peter Thomas Sound Orchester – Bruce Lee: The Big Boss (CD/LP) (ASM 048)
- 2021: Peter Thomas Sound Orchester – Winnetou und sein Freund Old Firehand (CD/LP) (ASM 049)
- 2021: Mondo Sangue – Rosso come la notte (LP) (ASM 050)
- 2022: Mondo Sangue – Giallo come il giorno (10"-LP) (ASM 052)
- 2022: Bluthardino – Disco Volante 80 (LP) (ASM 053)
- 2023: Peter Thomas Sound Orchester – Steiner – Das Eiserne Kreuz 2 (CD/LP) (ASM 051)
- 2024: Peter Thomas Sound Orchester – Edgar Wallace (CD/LP) (ASM 057)
- 2024: Peter Thomas Sound Orchester – Derrick & Der Alte (CD/LP) (ASM 058)
- 2024: Mondo Sangue – DIAMANTIK (LP) (ASM 059)[14]

### Singles
- 2014: Les Quitriche – Comme toute la jeunesse française sur LSD-25 (version anniversaire) (7"-Single) (ASM 037)
- 2017: The Kilaueas – The men from M.E.N.S.C.H. (7"-Single) (ASM 044)

### Hörspiele

#### Professor van Dusen (Neue Fälle)
- 2015: Marc Freund – Professor van Dusen im Spukhaus (Neue Fälle 01) (CD) (PvD 01)
- 2015: Michael Koser – Professor van Dusen reitet das trojanische Pferd (Neue Fälle 01) (CD) (PvD 02)
- 2015: Marc Freund – Professor van Dusen taut auf (Neue Fälle 03) (CD) (PvD 03)
- 2015: Bodo Traber – Professor van Dusen jagt einen Schatten (Neue Fälle 04) (CD) (PvD 04)
- 2016: Marc Freund – Professor van Dusen und das Haus der 1.000 Türen (Neue Fälle 05) (CD) (PvD 05)
- 2016: Eric Niemann – Professor van Dusen schlägt sich selbst (Neue Fälle 06) (CD) (PvD 06)
- 2016: Eric Niemann – Professor van Dusen zündet ein Feuerwerk (Neue Fälle 07) (CD) (PvD 07)
- 2016: Marc Freund – Professor van Dusen und der erfundene Tod (Neue Fälle 08) (CD) (PvD 08)
- 2017: Marc Freund – Professor van Dusen setzt auf Mord (Neue Fälle 09) (CD) (PvD 09)
- 2017: Bodo Traber – Professor van Dusen kauft die Katze im Sack (Neue Fälle 10) (CD) (PvD 10)
- 2017: Marc Freund – Professor van Dusen in der Höhle des Löwen (Neue Fälle 11) (CD) (PvD 11)
- 2017: Marc Freund – Professor van Dusen fährt Achterbahn (Neue Fälle 12) (CD) (PvD 12)
- 2018: Eric Niemann – Professor van Dusen spielt Theater (Neue Fälle 13) (CD) (PvD 13)
- 2018: Marc Freund – Professor van Dusen geht ein Licht auf (Neue Fälle 14) (CD) (PvD 14)
- 2018: Marc Freund – Professor van Dusen in der Totenvilla (Neue Fälle 15) (CD) (PvD 15)
- 2018: Marc Freund – Professor van Dusen nimmt die Beichte ab (Neue Fälle 16) (CD) (PvD 16)
- 2019: Marc Freund – Professor van Dusen setzt die Segel (Neue Fälle 17) (CD) (PvD 17)
- 2019: Marc Freund – Professor van Dusen und der lachende Mörder (Neue Fälle 18) (CD) (PvD 18)
- 2019: Marc Freund – Professor van Dusen legt einen Köder aus (Neue Fälle 19) (CD) (PvD 19)
- 2019: Marc Freund – Professor van Dusens Weihnachtsgeschichte (Neue Fälle 20) (CD) (PvD 20)
- 2020: Marc Freund – Professor van Dusen zählt nach (Neue Fälle 21) (CD) (PvD 21)
- 2020: Marc Freund – Professor van Dusen bittet zum Tanz (Neue Fälle 22) (CD) (PvD 22)
- 2020: Marc Freund – Professor van Dusen und die Witwentröster von Bombay (Neue Fälle 23) (CD) (PvD 23)
- 2020: Marc Freund – Professor van Dusen und die Regenbogenmorde (Neue Fälle 24) (CD) (PvD 24)
- 2021: Marc Freund – Professor van Dusen und der lange Weg nach Oz (Neue Fälle 25) (CD) (PvD 25)
- 2021: Marc Freund – Professor van Dusen bietet mehr (Neue Fälle 26) (CD) (PvD 26)
- 2021: Stephanie Pelzer-Bartosch – Professor van Dusen im schwarzen Tann (Neue Fälle 27) (CD) (PvD 27)
- 2021: Marc Freund – Professor van Dusen auf den Spuren der Blutgräfin (Neue Fälle 28) (CD) (PvD 28)
- 2022: Marc Freund – Professor van Dusen packt die Koffer (Neue Fälle 29) (CD) (PvD 29)
- 2022: Marc Freund – Professor van Dusen auf Wolke sieben (Neue Fälle 30) (CD) (PvD 30)
- 2022: Marc Freund – Professor van Dusen hört das Gras wachsen (Neue Fälle 31) (CD) (PvD 31)
- 2022: Marc Freund – Professor van Dusen auf dem Abstellgleis (Neue Fälle 32) (CD) (PvD 32)
- 2023: Maureen Butcher – Professor van Dusen ringt mit dem Löwenrudel (Neue Fälle 33) (CD) (PvD 33)
- 2023: Andreas Masuth – Professor van Dusen klopft auf Holz (Neue Fälle 34) (CD) (PvD 34)
- 2023: Marc Freund – Professor van Dusen wirbelt Staub auf (Neue Fälle 35) (CD) (PvD 35)
- 2023: Marc Freund – Professor van Dusen räumt auf (Neue Fälle 36) (CD) (PvD 36)
- 2024: Marc Freund – Professor van Dusen zürnt den Göttern (Neue Fälle 37) (CD) (PvD 37)
- 2024: Maureen Butcher – Professor van Dusen nimmt ein Bad in der Menge (Neue Fälle 38) (CD) (PvD 38)
- 2024: Stephanie Pelzer-Bartosch – Professor van Dusen auf Jungfernfahrt (Neue Fälle 39) (CD) (PvD 39)
- 2024: Marc Freund – Professor van Dusen in stillen Gewässern (Neue Fälle 40) (CD) (PvD 40)

#### Charlie Chan Hörspiele
- 2016: Marc Freund (nach Earl Derr Biggers) – Charlie Chan 1 – Das Haus ohne Schlüssel (CD) (CC 01)
- 2017: Marc Freund (nach Earl Derr Biggers) – Charlie Chan 2 – Der chinesische Papagei (CD) (CC 02)
- 2017: Marc Freund (nach Earl Derr Biggers) – Charlie Chan 3 – Hinter dem Vorhang (CD) (CC 03)
- 2017: Marc Freund (nach Earl Derr Biggers) – Charlie Chan 4 – Das schwarze Kamel (CD) (CC 04)
- 2020: Marc Freund (nach Earl Derr Biggers) – Charlie Chan 5 – Charlie Chan macht weite (CD) (CC 05)
- 2020: Marc Freund (nach Earl Derr Biggers) – Charlie Chan 6 – Hüter der Schlüssel (CD) (CC 06)

#### Der Lord & die Zwei
- 2017: Harry Kühn – Der Lord & die Zwei (1): Filmversteck im Uhreneck (CD) (Lord 01)
- 2018: Harry Kühn – Der Lord & die Zwei (2): Doppelter Lohn für einen Spion (CD) (Lord 02)
- 2018: Harry Kühn – Der Lord & die Zwei (3) – Zum Schein streng geheim (CD) (Lord 03)

#### DigiTales
- 2019: Prof. Fridolin Fairness – Die atemberaubenden Abenteuer der DigiTales 1 (CD) (Digitales 1)[15]
- 2020: Prof. Fridolin Fairness – Die atemberaubenden Abenteuer der DigiTales 2 (CD) (Digitales 2)

#### Weitere
- 2022: Marc Freund (nach Charles Dickens) – Eine Weihnachtsgeschichte (A Christmas Carol) (CD) (Xmas 01)
- 2024: Marc Freund – Sherlock Holmes – Die neuen Fälle 56: Das Ende der Wahrheit (DoLP) (SHLP 56)

## Der Musikverlag
Schwerpunkte des Verlages Allscore Publishing sind die Musiklizenzierung für Film, TV und Werbung sowie Musiksupervision und Rechteklärung.

## Hörspiel-Produktionen
All Score Media produziert u. a. die Serien
- Sherlock Holmes – Die neuen Fälle (Folgen 1–56 mit Christian Rode und Peter Groeger)[18]
- Professor Van Dusen (Die Hörspiellegende von Michael Koser in neuen Fällen)
- Inspector Lestrade – ein Fall für Scotland Yard[19]
- Charlie Chan Hörspiele (mit Helmut Krauss)

### Hörspielproduktionen für Romantruhe

#### Sherlock Holmes – Die neuen Fälle (Folgen 1–56)
(Quelle: )
1. Besuche eines Gehenkten
2. Die Gesellschaft des Schreckens
3. Die betrogenen Titanic-Passagiere
4. Die gelbe und die blaue Flamme
5. Das steinerne Schiff
6. Das Haus auf dem Hexenhügel
7. Der eisige Tod
8. Der grüne Admiral
9. Holmes unter Verdacht
10. Der Biss des Zerberus
11. Im kalten Nebel der Themse
12. Der verhängnisvolle Schlüssel
13. Der geniale Magier
14. Der bibelfeste Mörder
15. Das Geheimnis von Baskerville Hall
16. Der leise Takt des Todes
17. Die drei Diven
18. Das Ratten-Problem
19. Die Untoten von Tilbury
20. Die Spur ins Nichts
21. Der ehrlose Löwe
22. Die schreiende Tänzerin
23. Die Prinzen im Tower
24. Das Monster von Soho
25. Die siebzehn Salutschüsse
26. Der siebte Monat
27. Ein ehrbares Haus
28. Die Rache des Gerechten
29. Im Labyrinth des Wahnsinns
30. Das Rätsel der Aurora
31. Die Todesfalle von Dornwood
32. Der Fall John Watson
33. Die Wölfe von Whitechapel
34. In den Klauen der Angst
35. Die letzte Symphonie
36. Remis in zehn Zügen
37. Schatten der Vergangenheit
38. Die rote Spinne
39. Der Tod des Henkers
40. Die Speise der Götter
41. Die dunkle Seite der Seele
42. Der Fluch des bösen Tat
43. Der Sturm des Unheils
44. Die Glocken des Teufels
45. Der sterbende Engel
46. Für Königreich und Vaterland
47. Das Ritual im Moor
48. Der Keim des Bösen
49. Die Jagd nach Mr. Hyde
50. Im Zeichen des Vollstreckers
51. Ein Schilling für den Tod
52. Familienbande
53. Die sieben Zinnsoldaten
54. Die Schatten von Dartmoor
55. Der Blütenmacher
56. Das Ende der Wahrheit

#### Inspector Lestrade
1. Der Augenblick des Todes
2. Der Zorn des Anubis
3. Eine Kugel für den Liebsten
4. Das Leichengemäuer
5. Rot wie Blut
6. Vier Schläge am Mittag
7. Die Feuerspur
8. Der Geist von Old Hall
9. Kainsmal
10. Der Atem des Drachen
11. Der leere Zug
12. Lady Merediths Erbe
13. Faksimile der Angst
14. Die Tode des Adrian Abernethy
15. Der kriechende Tod von Aldwych Station
16. Der Kobold von Bath
17. Die blutige Braut
18. Amors tödlicher Pfeil
19. Bretter, die den Tod bedeuten
20. Tod eines Schmetterlings

#### Geister-Schocker
- 45. Stimmen aus dem Jenseits
- 48. Der Tyrann aus der Tiefe
- 50. Grabeskälte
- 52. Der See der stummen Schreie
- 54. Mit dem Grauen hart am Wind
- 60. Hostile Area
- 64. Experiment des Wahnsinns
- 70. Strand des Grauens
- 80. Der Seelenfresser
- 100. Der Fluch der Hungersteine
- 106. Düstermoor
- 112 Ritter, Tod und Teufel
- 116 Das Teufelslicht

## Preise/Auszeichnungen
- 2002: Preis der Deutschen Filmkritik für „Dieter Schleip – Der Felsen (CD)“.[21]
- 2016: Blauer Karfunkel für die beste Multimedia-Produktion 2015 für „Sherlock Holmes – Die neuen Fälle“, verliehen von der Deutschen Sherlock Holmes Gesellschaft.[22]